# Dominic Clarke
Dominic Clarke, noto anche come Dom Clarke (Plymouth, 4 gennaio 1997), è un ginnasta australiano, specializzato nel trampolino elastico.

## Biografia
Ha iniziato a praticare la ginnastica all'età di cinque anni. La sua prima squadra di club è stato il Redlands Gymnastics.
Ha esordito nella nazionale seniores nel 2014. È stato allenato da Brett Austine, Belinda Cox e Viktor Zhuravlev.
Ai campionati mondiali di Sofia 2017 ha vinto la medaglia di bronzo nel doppio minitrampolino a squadre, gareggiando con Jack Petrie e Ryan Hatfield.
È stato nominato Ginnasta dell'anno maschile senior del trampolino 2017. Ai Gymnastics New South Wales Awards 2017 è stato nominato atleta dell'anno del doppio mini trampolino d'élite in Australia.
Nel gennaio 2017 ha preso parte a una produzione australiana locale di "Cats: The Musical".
Ai mondiali di San Pietroburgo 2018 ha ottenuto il bronzo nel sincronizzato al fianco di Ty Swadling.
Si è qualificato ai Giochi olimpici estivi di Tokyo 2020, grazie alla vittoria della medaglia d'oro ai campionati oceanici di Gold Coast 2021.
E' apertamente omosessuale ed è Pride ambassador per la Gymnastics New South Wales.

## Palmarès
- Mondiali

Sofia 2017: bronzo nel doppio minitrampolino a squadre;
San Pietroburgo 2018: bronzo nel sincronizzato;
- Campionati oceanici

Gold Coast 2021: oro nell'individuale;